# Bass Lake, Ontario
Bass Lake är en sjö i Kanada.   Den ligger i Parry Sound District och provinsen Ontario, i den sydöstra delen av landet, 300 km väster om huvudstaden Ottawa. Bass Lake ligger 208 meter över havet. Arean är 2,2 kvadratkilometer. Den sträcker sig 1,9 kilometer i nord-sydlig riktning, och 3,8 kilometer i öst-västlig riktning.
I omgivningarna runt Bass Lake växer i huvudsak blandskog. Trakten runt Bass Lake är nära nog obefolkad, med mindre än två invånare per kvadratkilometer.